# Владан Милоєвич
Владан Милоєвич (серб. Vladan Milojević/Владан Милојевић, нар. 9 березня 1970, Аранджеловаць) — югославський і сербський футболіст, що грав на позиції захисника. Виступав за низку югославських і грецьких клубів. По завершенні ігрової кар'єри — тренер. З 2023 року очолює тренерський штаб команди «Црвена Звезда». Як футболіст — володар Кубка Югославії, як тренер — чотириразовий чемпіон Сербії та триразовий володар Кубка Сербії.

## Ігрова кар'єра
Владан Милоєвич народився 1970 року в місті Аранджеловаць, та є вихованцем футбольної школи клубу «Црвена Звезда». У 1989 році Милоєвич розпочав виступи на футбольних полях у складі команди «Бечей», в якій грав до 1990 року. З 1990 до 1993 року футболіст грав у складі команди «Раднички» (Белград).
У 1993 році югославський захисник перейшов до складу грецького клубу «ПАС Яніна», у складі якого грав до 1994 року, після чого в 1994 році став гравцем іншого грецького клубу «Каламата». У 1995 році футболіст повернувся на батьківщину до клубу «Црвена Звезда», у складі якого в сезоні 1995—1996 років став володарем Кубка Югославії. у 1996 році Милоєвич перейшов до складу грецького клубу «Аполлон Смірніс», у якому виступав до 1997 року.
У 1997 році Владан Милоєвич став гравцем грецького клубу «Панатінаїкос», у складі якого грав до 2000 року. У складі одного із грандів грецького футболу сербський захисник став одним із гравців основного складу команди. Протягом 2000—2004 років футболіст грав у складі грецьких клубів «Іракліс» та «Акратітос», а завершив виступи на футбольних полях у 2004 році у складі команди «Аполлон Смірніс».

## Кар'єра тренера
Невдовзі по завершенні кар'єри футболіста Владан Милоєвич розпочав тренерську кар'єру, в 2006 році увійшовши до тренерського штабу клубу «Чукарички», де пропрацював з 2006 по 2007 рік. У 2010 році Милоєвич став тренером юнацької команди клубу «Црвена Звезда», де працював до 2011 року. У 2011 році колишній футболіст очолив клуб «Явор» (Іваниця), на цій посаді працював до 2012 року.
У 2012 році Владан Милоєвич став головним тренером команди «Чукарички», в якій працював до 2015 року, та в сезоні 2014—2015 років привів белградський клуб до перемоги в Кубку Сербії. У 2015 році Милоєвич отримав запрошення очолити кіпрський клуб «Омонія», в якому працював до 2016 року.
У 2016 році сербський фахівець очолив грецький клуб «Паніоніос», який залишив у 2017 році. У 2017 році тренер очолив свій колишній клуб «Црвена Звезда», з яким двічі поспіль здобув перемогу в чемпіонаті Сербії. Проте в другій половині 2019 року результати команди погіршилися, і тренер вирішив залишити белградський клуб.
На початку 2020 року сербський тренер очолив саудівський клуб «Аль-Аглі», в якому працював до середини 2021 року. У червні 2021 року Милоєвич очолив грецький клуб АЕК, проте вже в кінці року покинув грецький клуб, та очолив саудівський клуб «Аль-Іттіфак», у яком працював до 2022 року.
У 2022 році Милоєвич став головним тренером кіпрського клубу АПОЕЛ, а в серпні 2023 року очолив інший кіпрський клуб «Аполлон».
У кінці 2023 року Владан Милоєвич удруге в кар'єрі очолив клуб «Црвена Звезда». Під керівництвом тренера белгадський клуб двічі поспіль зробив золотий дубль, вигравши у сезонах 2023—2024 і 2024—2025 років чемпіонат Сербії та Кубок Сербії.

## Титули і досягнення

### Як гравця
- Володар Кубка Югославії (1):

«Црвена Звезда»: 1995–1996

### Як тренера
- Чемпіон Сербії (4):

«Црвена Звезда»: 2017–2018, 2018–2019, 2023–2024, 2024–2025
- Володар Кубка Сербії (3):

«Чукарички»: 2014–2015
«Црвена Звезда»: 2023–2024, 2024–2025

### Особисті
- Тренер року в Сербії: 2017, 2018, 2024